# Rio Cachoeira (Santa Catarina)
Pour les articles homonymes, voir Rio Cachoeira.
Le rio Cachoeira est une rivière brésilienne du nord de l'État de Santa Catarina.
Il naît dans la serra do Espigão (partie de la serra Geral) sur le territoire de la municipalité de Lebon Régis. Il s'écoule vers le nord-est et se jette dans le rio Timbó, peu après le centre de la municipalité de Timbó Grande.